# 에오윈
에오윈(Éowyn)은 J. R. R. 톨킨의 판타지 소설 반지의 제왕의 등장인물이며, 강노루 집안 메리아독과 펠렌노르 전투에 참가해 마술사왕을 죽였다.
피터 잭슨의 반지의 제왕 삼부작에서 몇 안되는 강력한 여성으로 등장했다.